# عبدالله آباد یک
عبدالله آباد یک، روستایی از توابع بخش مرکزی (دهستان مشیز) شهرستان بردسیر در استان کرمان ایران است.